# Хикенлупер, Джон
Джон Райт Хикенлупер (англ. John Wright Hickenlooper; род. 7 февраля 1952, Нарберт, Пенсильвания, США) — американский политик, представляющий Демократическую партию. Мэр Денвера с 2003 по 2011 год. 42-й губернатор штата Колорадо (2011—2019). Сенатор от штата Колорадо с 3 января 2021 года.

## Биография

### Ранние годы, образование и карьера
Хикенлупер родился в Нарберте, штат Пенсильвания, недалеко от Филадельфии. Его отец умер рано и Хикенлупера воспитала мать. В 1974 году он получил степень бакалавра по англистике, а в 1980 году степень магистра в области геологии в Уэслианском университете.
До своего избрания мэром в июле 2003 года Хикенлупер занимался геологией. В конце 1980-х годов он владел несколькими ресторанами в историческом районе Денвера Лодо и был одним из основателей пивоваренной компании Wynkoop Brewing Company.

### Политическая карьера
В 2003 году Хикенлупер был избран мэром Денвера. В мае 2007 года он был переизбран на второй срок, набрав 87 % голосов. В 2005 году он был включён журналом Time в число пяти лучших мэров больших городов США. Хикенлупер был членом организации «Мэры против нелегального оборота оружия», созданной в 2006 году, и сопредседателями которой были мэр Нью-Йорка Майкл Блумберг и мэр Бостона Томас Менино. Хикенлупер ушёл в отставку с поста мэра в 8 часов утра 11 января 2011 года, за час до вступления в должность губернатора штата Колорадо.
Хикенлупер рассматривался как возможный претендент на пост губернатора штата Колорадо в ноябре 2006 года. Однако 6 февраля 2006 года он официально объявил, что не будет добиваться своего выдвижения, и поддержал кандидатуру бывшего окружного прокурора Денвера Билла Риттера, который в итоге и был избран.
Хикенлупер подтвердил своё намерение баллотироваться на пост губернатора после того, как губернатор Риттер объявил 6 января 2010 года, что он уйдет в отставку в конце срока его полномочий. На всеобщих выборах, состоявшихся 2 ноября 2010 года, Хикенлупер победил, набрав 51,01 % голосов. Его соперники, представитель Конституционной партии Том Танкредо и республиканец Дэн Маес, набрали 36,43 % и 11,13 % голосов соответственно.

### Личная жизнь
Джон Хикенлупер женат на писательнице Хелен Торп. У них есть сын Тедди. В интервью Philadelphia Inquirer Хикенлупер сказал, что они с женой посещают собрания квакеров.
Хикенлупер появляется в романе Курта Воннегута «Времетрясение».